# Roberto (football, 1979)
Pour les articles homonymes, voir Roberto.
Roberto Júlio de Figueiredo, plus communément appelé Roberto, est un footballeur brésilien né le 20 février 1979. Il évolue au poste de milieu de terrain.

## Palmarès
- Vainqueur de la Coupe de la Ligue japonaise en 2008 avec l'Oita Trinita